# 黃通 (宋朝)
黃通（?—?），又名黃德通，字介夫，邵武（今屬福建）人，北宋政治人物。

## 生平
黄峭之后，幼年在和坪書院讀書，宋嘉佑二年（1057年）進士，江西饶州浮梁主薄，與范仲淹友好，後任澧縣知縣，官至大理寺丞。

## 著作
著有《易义》1卷，《易集》3卷。